# Matt Patricia
Matt Patricia, né le 13 novembre 1974 à Sherrill dans l'État de New York, est un entraîneur de football américain. Il a été coordinateur défensif des Patriots de la Nouvelle-Angleterre sous les ordres de Bill Belichick avec qui il a remporté les Super Bowls XXXIX, XLIX et LI. Il est entraîneur principal des Lions de Détroit entre 2018 et 2020.

## Biographie
Ingénieur aéronautique, Patricia se tourne vers une carrière dans le football américain. Entraîneur de la ligne défensive de Amherst College, il devient entraîneur assistant de Bill Belichick en 2004. Entièrement investi dans son travail, il dort au Gillette Stadium et utilise ses compétences d'analyse d'ingénieur dans l'étude vidéo des rencontres. Il transforme le système d'étude des adversaires des Patriots de la Nouvelle-Angleterre en le digitalisant. Il explique le système vidéo aux joueurs débutants et enseigne aux autres entraîneurs comment entraîner des données dans la base du club. En 2006, Patricia est promu entraîneur des linebackers. Il rencontre des difficultés à s'imposer face à des joueurs qui pointent ses erreurs et le repoussent dans ses limites. Il utilise l'analyse des statistiques du jeu avant que cela ne devienne une tendance. En 2010, après le départ du coordinateur offensif Dean Pees, Belichick lui donne la responsabilité d'appeler les jeux défensifs. Devenu coordinateur défensif de Bill Belichick en 2012, il est un élément clef des victoires aux Super Bowls XLIX et LI. 
Après le Super Bowl LII perdu contre les Eagles de Philadelphie, lors duquel la défense qu'il coordonne encaisse 41 points, il devient l'entraîneur-principal des Lions de Détroit. Patricia est limogé avec le manager général Bob Quinn (en) en novembre 2020.